# 아구스틴 델가도
아구스틴 하비에르 델가도 찰라(스페인어: Agustín Javier Delgado Chalá, 1974년 12월 23일 ~ )는 에콰도르의 은퇴한 축구 선수로 현역 시절 포지션은 공격수였다.
델가도는 바르셀로나 SC 등의 팀들을 거쳐 2010년 바예 델 초타에서 활약한 것을 마지막으로 은퇴하였다. 2002년 FIFA 월드컵에서 국가대표로 출전해 멕시코전에서 골을 넣었으며, 2006년 FIFA 월드컵 폴란드전에 이어 코스타리카전에서도 골을 안겨주었다. 특히 폴란드전과 코스타리카전에서는 2경기 연속으로 공식 맨 오브 더 매치에 선정됐었다. 2경기 연속으로 MOM에 선정됐던 선수는 델가도가 유일했다.
2006년 FIFA 월드컵이 끝나자 귀국하는 대로 징병제 폐지운동을 주동하였으며 결국 2008년에 조국인 에콰도르를 징병제가 폐지되도록 하는 데에 성공했다.

## 경력
- 1997년 코파 아메리카 국가대표
- 1999년 코파 아메리카 국가대표
- 2001년 코파 아메리카 국가대표
- 2002년 FIFA 월드컵 국가대표
- 2004년 코파 아메리카 국가대표
- 2006년 FIFA 월드컵 국가대표

## 수상
- 2006년 FIFA 월드컵 조별리그 맨 오브 더 매치 (vs 폴란드, vs 코스타리카)